# Гиза (месторождение)
Ги́за — газовое месторождение в Египте. Расположено в 50 км севернее г. Александрии и имеет глубину моря в этом районе — 668 м. Открыто в 2007 году.
Газоносность связана с отложениями плиоценового возраста. Залежи находятся на глубине 2,0-2,2 км. Оценочные запасы газа превышают 28,3 млрд м³.
Оператором месторождений является британская нефтяная компания BP (60 %). Другой партнер — RWE Dea (40 %).